# Sint-Apolloniakerk (Appels)

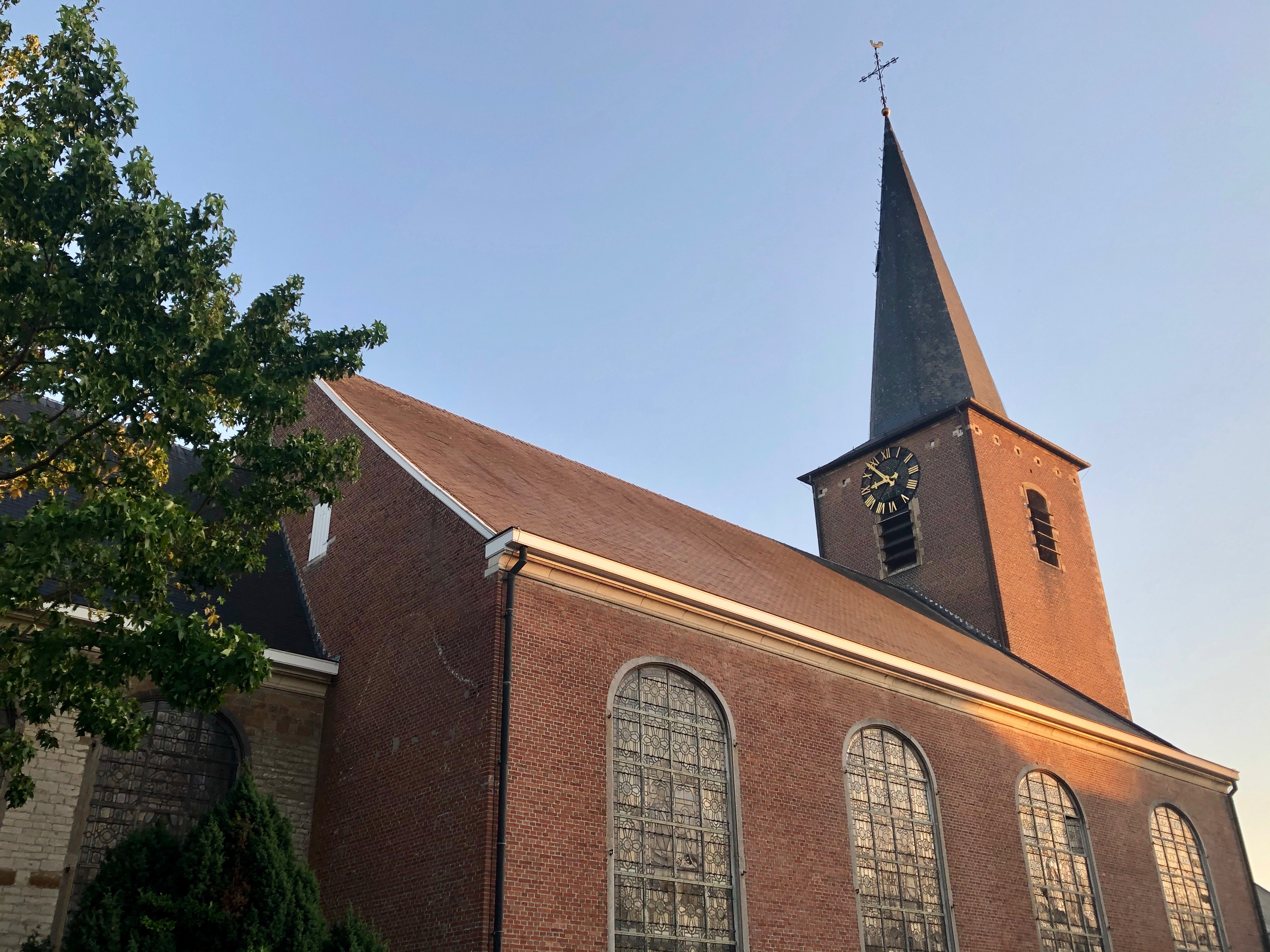
Sint-Apolloniakerk

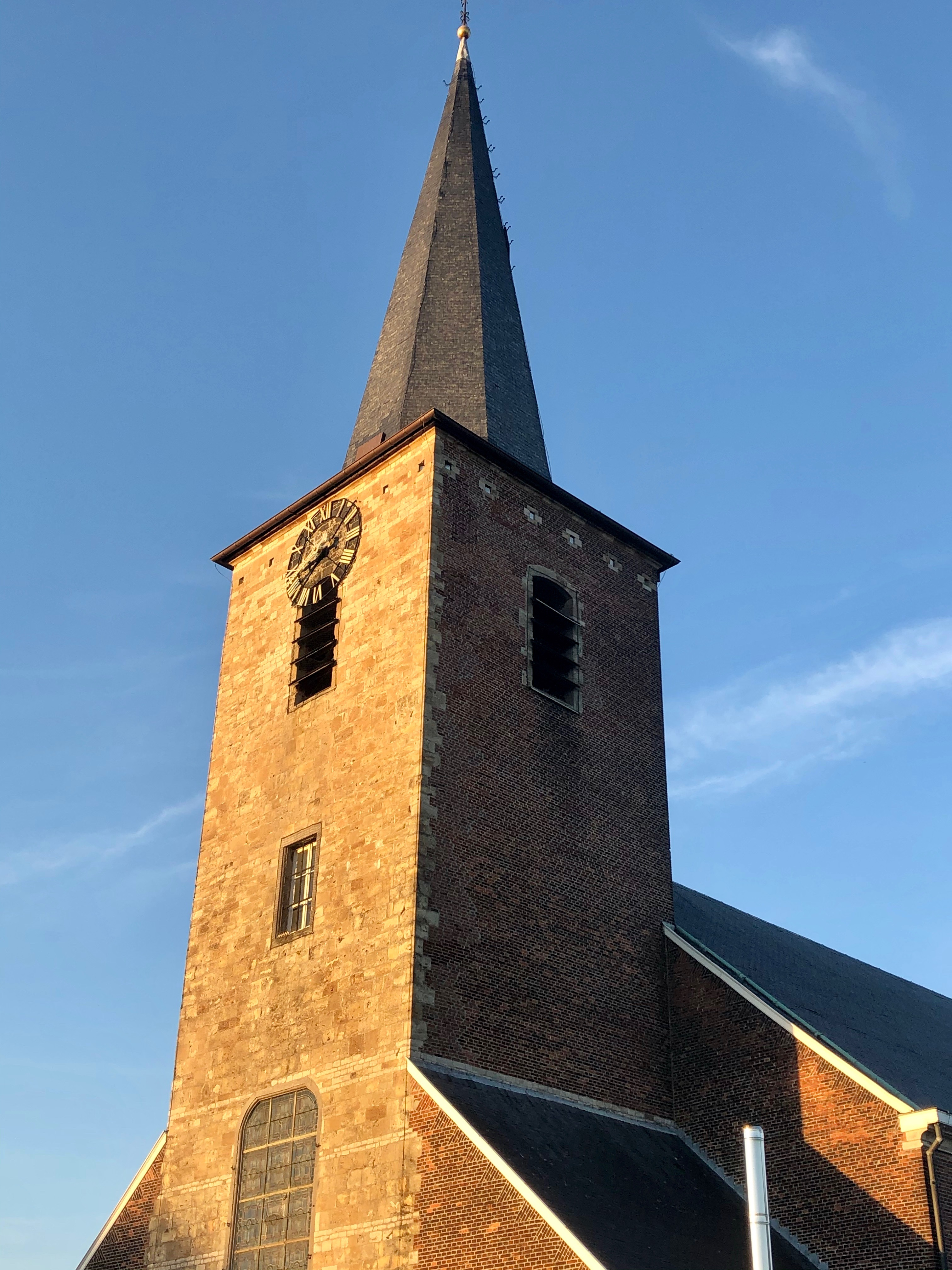
Sint-Apolloniakerk

De Sint-Apolloniakerk is de kerk van de Sint-Apolloniaparochie in de Oost-Vlaamse plaats Appels. De kerk is gewijd aan de heilige Apollonia. De kerk werd gebouwd tussen 1786 en 1788.